# ZUM (Sofia)
Das Zentralkaufhaus Sofia (bulgarisch Централен универсален магазин, Zentralen Uniwersalen Magasin), hauptsächlich bekannt unter der Abkürzung ZUM (auch TZUM oder TSUM), ist ein Luxuskaufhaus und Teil des Largo-Architekturkomplexes im Zentrum der bulgarischen Hauptstadt Sofia.

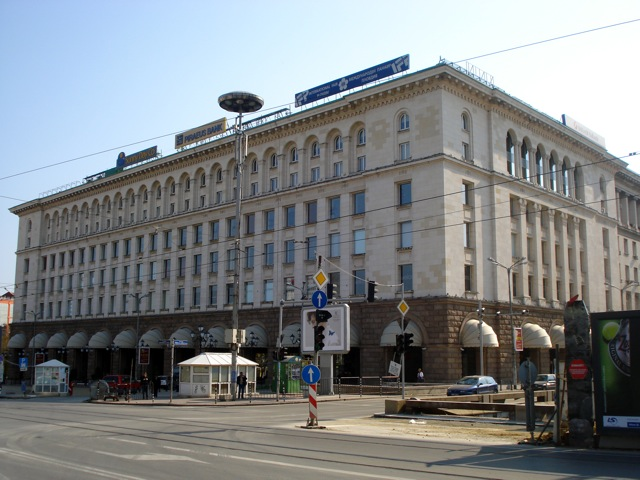
ZUM Sofia, Westfassade

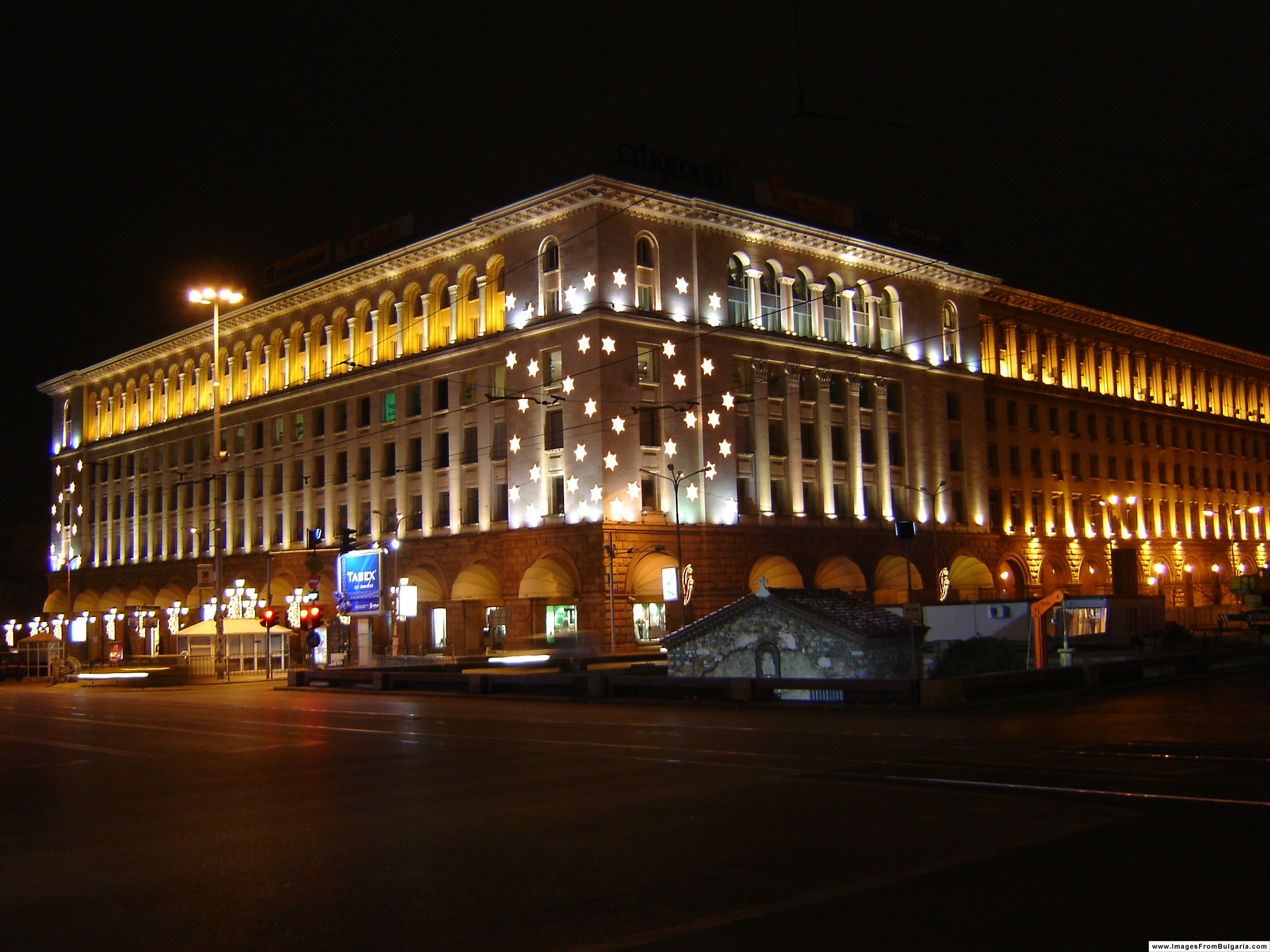
Das ZUM in der Nacht

## Lage
Das ZUM steht im Zentrum von Sofia, am Boulevard Knjaginja Maria Luisa an der Kreuzung zum Unabhängigkeitsplatz und Boulevard Alexander Dondukow. Unmittelbar östlich des Kaufhauses stehen die Banja-Baschi-Moschee, das Zentrale Mineralbad Sofia (erbaut 1913) mit dem Ban-Platz (площад Бански/Ploschtad Banski). Auf der anderen Straßenseite des Boulevard Knjaginja Maria Luisa befinden sich die Zentralmarkthalle Sofia (1911). Westlich vom Kaufhaus liegen die Kirche Sweta Petka Samardschijska, das Sheraton Hotel Sofia und der Platz Sweta Nedelja mit der gleichnamigen Kathedrale.

## Geschichte
Der Bau des ZUMs begann 1955 und endete Ende 1956. Offiziell wurde es mit einem Festakt im Jahre 1957 eröffnet. Das Gebäude wurde vom Architekten Kosta Nikolow konzipiert und hat eine Fläche von 20.570 m². Der sieben Stockwerke hohe Bau verfügt über einen überdachten Innenhof. 1986 wurde das ZUM unter der Leitung des Architekten Atanas Nikolow saniert. Das Kaufhaus war der Zeit des Sozialismus in Bulgarien (1944–1989) ein typisches Warenhaus, in dem Waren jeglicher Art zum Kauf angeboten wurden.
Nach der demokratischen Wende von 1989 wurde das staatliche Warenhaus privatisiert und zum Preis von 30,003 Mio. DM der englischen Regent Pacific Group verkauft. Unter dem neuen Besitzer wurde das Kaufhaus modernisiert und zu einem Einkaufszentrum mit Luxusboutiquen ausgebaut. 
Einem weiteren Umbau in den Jahren 1999/2000 folgte ein neuer Besitzer: Der Geschäftsmann Georgi Gergow aus Plowdiw erwarb das ZUM am 19. Oktober 2004.
Mit Stand 2023 steht das Gebäude, in dem sich ehemals Filialen gehobener meist westlicher Marken befanden, bis auf einzelne Geschäfte in der Eingangshalle und Gastronomie im Erdgeschoss leer. Laut der Internetpräsenz wird es großteils als Bürogebäude vermarktet.